# رود بیل
رود بیل رودی است به River Roch می‌ریزد. این رود از کشور بریتانیا می‌گذرد.